# Wolfgang Lange (Kanute)
Wolfgang Lange (* 3. Juli 1938 in Lübz, Landkreis Parchim, Mecklenburg; † 29. Oktober 2022) war ein deutscher Kanute und Kanutrainer.

## Erfolge
Wolfgang Lange begann beim BSG Post Schwerin im Alter von 10 Jahren mit dem Kanusport. Im Jahr 1955 gewann er den DDR-Jugend-Titel im Kajak-Einer. Später sollten im Erwachsenenbereich insgesamt 28 DDR-Meistertitel dazukommen. Bei den Weltmeisterschaften 1963 und 1966 holte Lange sowohl im Kajak-Einer, als auch -Zweier und -Vierer Medaillen. Insgesamt stehen je einmal Gold und Silber sowie zweimal Bronze zu Buche. Lange nahm zweimal an Olympischen Sommerspielen teil: 1960 in Rom für die gesamtdeutsche Mannschaft, 1968 in Mexiko-Stadt für die DDR. Bei beiden Spielen war er über 1000 Meter der beste deutsche Athlet, verpasste aber jeweils das Podium. Selbiges galt im Kajak-Zweier, in dem er zusammen mit Dieter Krause auf Platz 8 landete.
Nach den Olympischen Spielen in Mexiko wurde Lange Kanutrainer. Nachdem er in Berlin-Grünau aktiv gewesen war, wurde er ab 1982 Verbandstrainer im Kanuverband der DDR und hatte dort die Verantwortung für das Training der Junioren. Nachdem er von 1991 bis 1994 Österreich übernommen hatte, kam er später als Trainer zum KC Potsdam. Auch im hohen Alter war Lange noch als ehrenamtlicher Trainer und Helfer am Bundesstützpunkt Potsdam aktiv.